# مطبعة جامعة ليفربول
مطبعة جامعة ليفربول تأسست عام 1889، هي ثالث أقدم مطبعة جامعية في إنجلترا بعد مطبعة جامعة أكسفورد ومطبعة جامعة كامبريدج. وبصفتها مطبعة جامعة ليفربول، تتخصص في اللغات الحديثة والآداب والتاريخ والثقافة البصرية، وتنشر حاليًا أكثر من 160 كتابًا سنويًا، بالإضافة إلى 50 مجلة أكاديمية. وتُوزع كتب مطبعة جامعة ليفربول في أمريكا الشمالية بواسطة شركة لونغليف.

## تاريخها
كان لاسيلس أبيركرومبي، أول محاضر للشعر في الجامعة، أحد أوائل رؤساء جامعة لورانس باسيفيك. وعلى مدار تاريخها، نشرت عدد من العلماء المتميزين في هذه المطبعة، بما في ذلك الحائز على جائزة نوبل رونالد روس والناقدة الأدبية هيرميون لي.
في عام 2004، تمت إعادة هيكلة الصحافة، وتغيرت من قسم تابع لجامعة ليفربول إلى فرع تابع لها.
إلى جانب النشر الأكاديمي، تشتهر المطبعة بعلامتها التجارية "جناح الشعر". فازت مجموعة الشاعرة الافتتاحية منى أرشي، الأيدي الصغيرة، بجائزة فيليكس دينيس لأفضل مجموعة أولى في جوائز فورورد للشعر لعام 2015. فازت قصيدة "كيفية غسل القلب" للشاعر بهانو كابيل بجائزة تي إس إليوت لعام 2020.
في عام 2024، أصبح الرئيس التنفيذي لمؤسسة ليفربول للنشر، أنتوني كوند، أول رئيس لجمعية مطابع الجامعات من خارج الأمريكتين.

## التعاون والأنشطة
على الرغم من شهرتها بالنشر تحت مسمى خاص بها، فإن مطبعة جامعة ليفربول تقدم أيضًا خدمات النشر لعدد من المنظمات الأخرى بما في ذلك الأكاديمية البريطانية، وإنجلترا التاريخية، ومؤسسة فولتير.
لقد كانت الصحافة داعمًا قويًا للوصول المفتوح وكانت أول ناشر ينضم إلى "المعرفة غير المقيدة"، وهو نهج اتحاد مكتبات عالمي لتمويل كتب الوصول المفتوح.
في عام 2014، أطلقت المطبعة منصة اللغات الحديثة المفتوحة، وهي منصة مفتوحة المصدر عبر الإنترنت خاضعة لمراجعة الأقران تنشر الأبحاث من مختلف اللغات الحديثة.

## الجوائز
فازت مطبعة جامعة ليفربول بجائزتي الناشر الأكاديمي لهذا العام من كل من نقابة الناشرين المستقلين وبائع الكتب.

## المجلات
تتضمن المجلات التي نشرتها LUP ما يلي:
- نشرة الدراسات الإسبانية (منذ عام 1923).
- مراجعة تخطيط المدن (منذ عام 1910).[7]
- الاستقراء (المجلة).
- الدراسات الفرنسية.
- مجلة دراسات الإعاقة الأدبية والثقافية،[8] وهي مجلة أكاديمية تُعنى بالتمثيلات الثقافية، وخاصةً التمثيلات الأدبية، للإعاقة، وتحتوي على مجموعة واسعة من التحليلات النصية المُستنيرة بنظريات الإعاقة، وبالتالي تجارب الإعاقة. تأسست عام 2006، وأُطلقت في المؤتمر الافتتاحي لشبكة أبحاث دراسات الإعاقة الثقافية، بجامعة ليفربول جون موريس، عام 2007. انتقلت إلى مطبعة جامعة ليفربول عام 2009. رئيس التحرير هو ديفيد بولت (جامعة ليفربول هوب).

## روابط خارجية
- الموقع الرسمي
- Modern Languages Open نسخة محفوظة 2 نوفمبر 2014 على موقع واي باك مشين.